# Peter Wilson (sportskytt)
Peter Robert Russell Wilson, född 15 september 1986 i Dorchester, är en brittisk sportskytt.
Wilson blev olympisk guldmedaljör i dubbeltrap vid sommarspelen 2012 i London.